# فلوریان هارتز
فلوریان هارتز (انگلیسی: Florian Hartherz؛ زادهٔ ۲۹ مهٔ ۱۹۹۳) بازیکن فوتبال اهل آلمان است.
از باشگاه‌هایی که در آن بازی کرده‌است می‌توان به باشگاه فوتبال پادربورن، باشگاه فوتبال وولفسبورگ، باشگاه فوتبال آرمینیا بیله‌فلد، باشگاه فوتبال فورتونا دوسلدورف، و باشگاه ورزشی وردر برمن اشاره کرد.
وی همچنین در تیم‌های ملی فوتبال جوانان آلمان، و جوانان آلمان، و جوانان آلمان، و جوانان آلمان، بازی کرده‌است.